# Троицко-Сафоново
Троицко-Сафоново (укр. Троїцько-Сафонове) — село в Казанковском районе Николаевской области Украины.
Основано в 1820 году. Население по переписи 2001 года составляло 1335 человек. Почтовый индекс — 56050. Телефонный код — 5164. Занимает площадь 2,67 км².

## Местный совет
56050, Николаевская обл., Казанковский р-н, с. Троицко-Сафоново, ул. Щорса, 2

## Известные уроженцы
- Стенбок-Фермор, Владимир Васильевич.
- Третьяков Максим Вячеславович